# Juergen Elitim
Juergen Farid Elitim Sepúlveda (ur. 13 lipca 1999 w Cartagena de Indias) – kolumbijski piłkarz występujący na pozycji pomocnika w Legii Warszawa.

## Kariera klubowa
Grę w piłkę nożną rozpoczął w klubie CD Nuevo Milenio z rodzinnego miasta Cartagena de Indias. Następnie szkolił się w Cyclones Cartagena, Club JC Cyclones oraz CD Comfenalco. W 2014 roku podczas turnieju Las Américas zwrócił na siebie uwagę skautów kilku klubów, w tym Leones FC, które w porozumieniu z Granada CF ściągnęło go do siebie. 9 października 2016 Elitim rozegrał pierwszy mecz na poziomie seniorskim w Categoría Primera B przeciwko Tigres FC (2:1). W sezonie 2016 zanotował on łącznie 2 ligowe występy. W lipcu 2017 roku – po ukończeniu 18. roku życia – Elitim został oficjalnie piłkarzem Granada CF. W połowie 2018 roku wypożyczono go do Marbelli FC (Segunda División B), gdzie rozegrał 33 spotkania i zdobył 2 bramki.
W lipcu 2019 roku Elitim podpisał kontrakt z Watford FC, który przedłużył jego wypożyczenie w Marbelli FC o kolejny sezon. Latem 2020 roku został wypożyczony do SD Ponferradina, dla której rozegrał w Segunda División 41 meczów. W lipcu 2021 roku wypożyczono go na sezon do Deportivo La Coruña, dla którego zaliczył 34 ligowych spotkań i strzelił 1 gola. Dotarł ze swoim zespołem do play-off o awans do Segunda División, w których Deportivo uległo w finale 1:2 Albacete Balompié, a on sam zanotował w tym meczu asystę. W sezonie 2021/22 był on zawodnikiem z największą liczbą asyst (13) oraz drugim z największą liczbą rozegranych minut (3135) w Primera División RFEF. W lipcu 2022 roku Elitim został wypożyczony na 12 miesięcy do Racingu Santander (Segunda División), gdzie zaliczył 29 spotkań i strzelił 2 bramki.
W czerwcu 2023 podpisał trzyletnią umowę z Legią Warszawa prowadzoną przez Kostę Runjaicia. 15 lipca 2023 zadebiutował w meczu o Superpuchar Polski, w którym Legia pokonała Raków Częstochowa (0:0, k. 6:5). 21 lipca zanotował pierwszy występ w Ekstraklasie w spotkaniu z ŁKS Łódź (3:0), w którym zszedł w 61. minucie.

## Życie prywatne
Syn Miltona Elitima i Osiris Sepúlvedy. Ma libańsko-tureckie pochodzenie ze strony ojca. Imię nadano mu na cześć niemieckiego piłkarza Jürgena Klinsmanna.

## Sukcesy

### Legia Warszawa
- Puchar Polskiː 2024/2025 [12]
- Superpuchar Polski: 2023[13], 2025[14]